# Father of 4
Albums de Offset
Without Warning
(2017)
Singles
1. Red Room
Sortie : 14 février 2019

Father of 4, stylisé en majuscule, est le premier album studio de Offset, sorti le 22 février 2019 sur les labels Motown et Quality Control.

## Genèse
À la suite de Culture II, les Migos décident de se lancer dans des carrières solo sans pour autant se séparer. Ainsi, Quavo puis Takeoff publient leurs albums en 2018. Au début de l'année 2019, Offset annonce la sortie prochaine de son nouvel album en sortant un teaser documentaire qui montre sa femme, la rappeuse Cardi B, donnant naissance à leur fille Kulture.
Le titre de l'album, Father of 4, fait naturellement allusion aux quatre enfants du rappeur. La pochette de l'œuvre est une photographie de Offset en compagnie de ses enfants dans une ambiance d'Égypte antique, le mur de fond étant couvert de hiéroglyphes.

## Réception
Father of 4 est bien accueilli par la critique à sa sortie, obtenant un score de 72/100 sur le site Metacritic, basé sur huit critiques . Sam Moore du New Musical Express délivre une critique positive : « Un document franc et détaillé sur la vie sous les projecteurs, cet album solo tant attendu suggère qu'Offset est le mieux placé des Migos pour la célébrité solo ». Stephen Kearse du site Pitchfork est plus mesuré et affirme que « Father of 4 marche finalement comme sortie solo car Offset est une force de la nature, mais il est trop souvent prudent là où il pourrait être franc ou terne là où il devrait être tranchant ».

## Liste des titres
| No  | Titre                                        | Auteur                                                                                | Producteur(s)                            | Durée |
| --- | -------------------------------------------- | ------------------------------------------------------------------------------------- | ---------------------------------------- | ----- |
| 1.  | Father of 4 (featuring Big Rube)             | Kiari Cephus                                                                          | Metro Boomin                             | 4:19  |
| 2.  | How Did I Get Here (featuring J. Cole)       | Cephus                                                                                | - Metro Boomin - Dre Moon                | 4:36  |
| 3.  | Lick                                         | Cephus                                                                                | - Dre Moon - SwaVay                      | 3:24  |
| 4.  | Tats on My Face                              | Cephus                                                                                | So Icey Boyz (Metro Boomin et Southside) | 3:02  |
| 5.  | Made Men                                     | Cephus                                                                                | - Southside - Cubeatz                    | 3:34  |
| 6.  | Wild Wild West (featuring Gunna)             | Cephus                                                                                | - Metro Boomin - Allen Ritter            | 3:56  |
| 7.  | North Star (featuring Cee Lo Green)          | - Cephus - Roger Taylor - Andrew Taylor - John Taylor - Simon Le Bon - Nicholas Bates | - Metro Boomin - Ritter                  | 4:05  |
| 8.  | After Dark                                   | Cephus                                                                                | - Metro Boomin - Dre Moon - Ritter       | 2:52  |
| 9.  | Don't Lose Me                                | Cephus                                                                                | - Metro Boomin - Doughboy                | 3:20  |
| 10. | Underrated                                   | Cephus                                                                                | So Icey Boyz (Metro Boomin et Southside) | 2:29  |
| 11. | Legacy (featuring Travis Scott et 21 Savage) | Cephus                                                                                | - Southside - Cubeatz                    | 4:04  |
| 12. | Clout (featuring Cardi B)                    | Cephus                                                                                | - Southside - Cubeatz                    | 3:25  |
| 13. | On Fleek (featuring Quavo)                   | Cephus                                                                                | - Metro Boomin - Zaytoven - Doughboy     | 3:49  |
| 14. | Quarter Milli (featuring Gucci Mane)         | Cephus                                                                                | - Metro Boomin - Pyrex                   | 3:14  |
| 15. | Red Room                                     | - Cephus - Leland Wayne                                                               | Metro Boomin                             | 4:01  |
| 16. | Came a Long Way                              | Cephus                                                                                | Dre Moon                                 | 2:52  |

## Classements hebdomadaires
| Classement (2019)                   | Meilleure position |
| ----------------------------------- | ------------------ |
| Allemagne (Media Control AG)        | 54                 |
| Australie (ARIA)                    | 18                 |
| Belgique (Flandre Ultratop)         | 23                 |
| Belgique (Wallonie Ultratop)        | 49                 |
| Canada (Canadian Albums Chart)      | 3                  |
| Danemark (Tracklisten)              | 12                 |
| États-Unis (Billboard 200)          | 4                  |
| États-Unis (Top R&B/Hip-Hop Albums) | 2                  |
| France (SNEP)                       | 35                 |
| Irlande (IRMA)                      | 20                 |
| Italie (FIMI)                       | 63                 |
| Norvège (VG-lista)                  | 15                 |
| Nouvelle-Zélande (RIANZ)            | 19                 |
| Pays-Bas (Mega Album Top 100)       | 13                 |
| Royaume-Uni (UK Albums Chart)       | 19                 |
| Suède (Sverigetopplistan)           | 29                 |
| Suisse (Schweizer Hitparade)        | 14                 |